# Campeonato Carioca de Futebol de 2010 - Série C
O Campeonato Carioca da Série C de 2010 foi a 30ª edição da terceira divisão do campeonato estadual de futebol profissional do Rio de Janeiro. A competição foi organizada pela Federação de Futebol do Estado do Rio de Janeiro (FERJ). Foram promovidas as três equipes primeiras colocadas para a Segunda Divisão em 2011.

## Fórmula de disputa
Na primeira fase, os times jogaram entre si, em turno e returno, classificando-se para a próxima fase as 16 equipes assim definidas:  
- As vencedoras de cada um dos grupos.  
- As de melhor índice técnico dentre as classificadas em segundo lugar de cada grupo, em número necessário para completar o total de 16 equipes.  
- As de melhor índice técnico dentre as classificadas, respectiva e sucessivamente em terceiro, quarto, quinto e sexto lugar de cada grupo, em número necessário para completar o total de 16 equipes.  
Na segunda fase, essas equipes foram distribuídas em 4 grupos (I, II, III e IV), formados por 4 equipes cada um. Elas jogaram entre si em turno e returno dentro do grupo, classificando-se as 2 primeiras de cada um.  
Na terceira fase, as equipes foram divididas em dois grupos de quatro, jogando em turno e returno dentro do grupo e classificando-se as duas primeiras de cada um.  
Na quarta fase, as equipes foram divididas em dois grupos de dois, jogando em turno e returno dentro do grupo.  
Na quinta fase, as vencedoras da fase anterior disputaram a final em dois jogos, e as perdedoras disputaram o terceiro lugar, também em dois jogos.

## Equipes participantes
| Equipe                       | Cidade            | Estádio                                                                   |
| ---------------------------- | ----------------- | ------------------------------------------------------------------------- |
| Atlético Rio                 | Rio de Janeiro    | Hermano Victor                                                            |
| Barcelona                    | Rio de Janeiro    | Nielsen Louzada                                                           |
| Barra Mansa                  | Barra Mansa       | Leão do Sul                                                               |
| Campo Grande                 | Rio de Janeiro    | José de Brito (Mangaratiba) / Leão do Sul (Barra Mansa) / Nielsen Louzada |
| Canto do Rio                 | Niterói           | Castelo de Rio Bonito / Caio Martins                                      |
| Castelo Branco               | Rio de Janeiro    | Moça Bonita                                                               |
| Duquecaxiense                | Duque de Caxias   | Mestre Telê Santana (Maracanãzinho) / Marrentão                           |
| Esprof                       | Cabo Frio         | Alair Corrêa (Correão)                                                    |
| Futuro Bem Próximo           | Rio de Janeiro    | Piranema                                                                  |
| Grêmio Mangaratibense        | Mangaratiba       | José Maria de Brito Barros                                                |
| Heliópolis                   | Belford Roxo      | José de Alvarenga                                                         |
| Itaboraí                     | Itaboraí          | Alziro de Almeida (Alzirão)                                               |
| Juventus                     | Rio de Janeiro    | João Francisco da Silva                                                   |
| Kaiserburg                   | Petrópolis        | Luso-Brasileiro                                                           |
| Leme                         | Rio de Janeiro    | Eustáquio Marques                                                         |
| Marinho                      | Rio de Janeiro    | Eustáquio Marques                                                         |
| Nilópolis                    | Nilópolis         | José de Alvarenga                                                         |
| Nova Cidade                  | Nilópolis         | José Amorim Pereira                                                       |
| Rio de Janeiro               | Magé              | Mourão Filho                                                              |
| Rio São Paulo                | Rio de Janeiro    | Eduardo Viana (CFM)                                                       |
| Rubro Social                 | Araruama          | Moça Bonita                                                               |
| EC São João da Barra         | São João da Barra | Manoel José Viana de Sá                                                   |
| Serra Macaense Futebol Clube | Macaé             | Expedicionário                                                            |
| Três Rios                    | Três Rios         | Odair Gama                                                                |
| União Central                | Rio de Janeiro    | Eduardo Viana (CFM)                                                       |
| Villa Rio                    | Rio de Janeiro    | Nielsen Louzada / Caio Martins                                            |

## Classificação

### Primeira Fase
Na primeira fase as equipes se enfrentam em turno e returno dentro dos grupos, se classificando para a segunda fase os 3 primeiros de cada grupo mais o melhor quarto colocado segundo o Índice Técnico, que deve ser calculado dividindo pelo número de jogos da equipe a soma de seus pontos ganhos com os gols pró. ( (PG+GP)/J ).
Após Dia 11/04/2010

#### Grupo A
| Classificação | Classificação     | Classificação | Classificação | Classificação | Classificação | Classificação | Classificação | Classificação | Classificação | Classificação | Classificação |
| #             | Time              | PG            | J             | V             | E             | D             | GP            | GS            | SG            | IT            |               |
| ------------- | ----------------- | ------------- | ------------- | ------------- | ------------- | ------------- | ------------- | ------------- | ------------- | ------------- | ------------- |
| 1             | Barra Mansa       | 13            | 6             | 4             | 1             | 1             | 16            | 5             | 11            | 4,83          |               |
| 2             | Kaiserburg        | 7             | 6             | 2             | 1             | 3             | 5             | 12            | -7            | 2,00          |               |
| 3             | Três Rios[i][ii]  | 4             | 6             | 2             | 1             | 2             | 3             | 4             | -1            | 1,17          |               |
| 4             | Mangaratibense[i] | 1             | 6             | 1             | 1             | 4             | 3             | 8             | -5            | 0,67          |               |

- i. ^ As equipes foram punidas com a perde de 3 pontos segundo a Comunicação Nº 183/10 – TJD/RJ [1]
- ii. ^ As equipes punidas Comunicação Nº183/10 - TJD/RJ Também perderam os pontos da partida, assim como a vitória e os gols; segundo o Boletim Oficial da FFERJ Nº 7892 de 14 de abril de 2010.[2]

#### Grupo B
| Classificação | Classificação      | Classificação | Classificação | Classificação | Classificação | Classificação | Classificação | Classificação | Classificação | Classificação | Classificação |
| #             | Time               | PG            | J             | V             | E             | D             | GP            | GS            | SG            | IT            |               |
| ------------- | ------------------ | ------------- | ------------- | ------------- | ------------- | ------------- | ------------- | ------------- | ------------- | ------------- | ------------- |
| 1             | ADI                | 15            | 8             | 5             | 0             | 3             | 14            | 7             | 7             | 3,63          |               |
| 2             | São João da Barra  | 14            | 8             | 4             | 2             | 2             | 17            | 8             | 9             | 3,88          |               |
| 3             | Serra Macaense[iv] | 8             | 8             | 3             | 2             | 2             | 12            | 10            | 2             | 2,50          |               |
| 4             | Canto do Rio       | 5             | 8             | 2             | 2             | 4             | 9             | 16            | -7            | 1,75          |               |
| 5             | Heliópolis         | -4            | 8             | 0             | 2             | 5             | 4             | 19            | -15           | 0             |               |

- iv. ^ As equipes foram punidas com a perda de 3 pontos, e mais os pontos obtidos na partida, segundo a Comunicação Nº 214/10 – TJD/RJ [3]

As equipes São João da Barra e Heliópolis serão julgadas podendo perder 6 pontos a primeira e 3 pontos a segunda.

#### Grupo C
| Classificação | Classificação           | Classificação | Classificação | Classificação | Classificação | Classificação | Classificação | Classificação | Classificação | Classificação | Classificação |
| #             | Time                    | PG            | J             | V             | E             | D             | GP            | GS            | SG            | IT            |               |
| ------------- | ----------------------- | ------------- | ------------- | ------------- | ------------- | ------------- | ------------- | ------------- | ------------- | ------------- | ------------- |
| 1             | Duquecaxiense           | 17            | 10            | 5             | 2             | 3             | 18            | 13            | 5             | 3,50          |               |
| 2             | Rubro Social[i][ii]     | 14            | 10            | 5             | 2             | 3             | 17            | 12            | 6             | 3,10          |               |
| 3             | Campo Grande[i][ii]     | 12            | 10            | 4             | 3             | 2             | 17            | 14            | 4             | 2,90          |               |
| 4             | Barcelona               | 8             | 10            | 3             | 2             | 4             | 12            | 18            | -6            | 2             |               |
| 5             | Nilópolis               | 6             | 10            | 3             | 0             | 7             | 11            | 18            | -7            | 1,70          |               |
| 6             | Futuro Bem Próximo[iii] | 5             | 10            | 2             | 2             | 5             | 7             | 13            | -6            | 1,20          |               |

- i. ^ As equipes foram punidas com a perda de 3 pontos segundo a Comunicação Nº 183/10 – TJD/RJ [1]
- ii. ^ As equipes punidas Comunicação Nº183/10 - TJD/RJ Também perderam os pontos da partida, assim como a vitória e os gols; segundo o Boletim Oficial da FFERJ Nº 7892 de 14 de abril de 2010.[2]
- iii. ^ As equipes foram punidas com a perda de 3 pontos, e mais os pontos obtidos na partida, segundo a Comunicação Nº 230/10 – TJD/RJ [5]

As equipes Duquecaxiense e Barcelona serão julgadas podendo perder 4 pontos cada uma.

#### Grupo D
| Classificação | Classificação     | Classificação | Classificação | Classificação | Classificação | Classificação | Classificação | Classificação | Classificação | Classificação | Classificação |
| #             | Time              | PG            | J             | V             | E             | D             | GP            | GS            | SG            | IT            |               |
| ------------- | ----------------- | ------------- | ------------- | ------------- | ------------- | ------------- | ------------- | ------------- | ------------- | ------------- | ------------- |
| 1             | Marinho           | 21            | 10            | 7             | 0             | 3             | 26            | 19            | 7             | 4,70          |               |
| 2             | Villa Rio[iii]    | 13            | 10            | 5             | 1             | 3             | 22            | 17            | 5             | 3,50          |               |
| 3             | Juventus[iii][iv] | 9             | 10            | 4             | 3             | 2             | 19            | 14            | 5             | 2,80          |               |
| 4             | Nova Cidade[iii]  | 7             | 10            | 5             | 1             | 3             | 19            | 18            | 1             | 2,60          |               |
| 5             | Leme              | 1             | 10            | 3             | 1             | 6             | 21            | 25            | -4            | 2,20          |               |
| 6             | Atlético Rio[iii] | -14           | 10            | 0             | 1             | 9             | 8             | 34            | -26           | -0,60         |               |

- iii. ^ As equipes foram punidas com a perda de 3 pontos, e mais os pontos obtidos na partida, segundo a Comunicação Nº 230/10 – TJD/RJ [5]
- iv. ^ As equipes foram punidas com a perda de 3 pontos, e mais os pontos obtidos na partida, segundo a Comunicação Nº 214/10 – TJD/RJ [3]

#### Grupo E
| Classificação | Classificação            | Classificação | Classificação | Classificação | Classificação | Classificação | Classificação | Classificação | Classificação | Classificação | Classificação |
| #             | Time                     | PG            | J             | V             | E             | D             | GP            | GS            | SG            | IT            |               |
| ------------- | ------------------------ | ------------- | ------------- | ------------- | ------------- | ------------- | ------------- | ------------- | ------------- | ------------- | ------------- |
| 1             | Castelo Branco           | 14            | 8             | 4             | 2             | 2             | 16            | 5             | 11            | 3,75          |               |
| 2             | Rio de Janeiro           | 14            | 8             | 4             | 2             | 2             | 18            | 12            | 6             | 4,00          |               |
| 3             | Esprof[iii][iv]          | 4             | 8             | 2             | 4             | 0             | 10            | 9             | 4             | 1,75          |               |
| 4             | União Central[i][ii]     | 3             | 8             | 2             | 0             | 5             | 11            | 23            | -12           | 1,75          |               |
| 5             | Rio São Paulo[i][ii][iv] | -15           | 8             | 0             | 0             | 6             | 1             | 21            | -20           | -0,50         |               |

- i. ^ As equipes foram punidas com a perde de 3 pontos segundo a Comunicação Nº 183/10 – TJD/RJ [1]
- ii. ^ As equipes punidas Comunicação Nº183/10 - TJD/RJ Também perderam os pontos da partida, assim como a vitória e os gols; segundo o Boletim Oficial da FFERJ Nº 7892 de 14 de abril de 2010.[2]
- iii. ^ As equipes foram punidas com a perda de 3 pontos, e mais os pontos obtidos na partida, segundo a Comunicação Nº 230/10 – TJD/RJ [5]
- iv. ^ As equipes foram punidas com a perda de 3 pontos, e mais os pontos obtidos na partida, segundo a Comunicação Nº 214/10 – TJD/RJ [3]

### Segunda Fase
Na segunda fase as equipes são divididas em quatro grupos de acordo com o Índice Técnico da fase anterior. Nos grupos as equipes se enfrentam em turno e returno, se classificando as duas primeiras de cada um.
Durante o campeonato a federação mudou o regulamento e sorteou os grupos da segunda fase.

#### Grupo I
| 1 | Três Rios     | 11 | 6 | 3 | 2 | 1 | 6  | 6  | 0  |
| 2 | Barra Mansa   | 8  | 6 | 2 | 2 | 2 | 10 | 5  | 5  |
| 3 | Juventus      | 7  | 6 | 2 | 1 | 3 | 9  | 13 | -4 |
| 4 | Duquecaxiense | 6  | 6 | 1 | 3 | 2 | 7  | 8  | -1 |

#### Grupo II
| 1 | Esprof       | 12 | 6 | 3 | 3 | 0 | 11 | 7  | 4  |
| 2 | Campo Grande | 10 | 6 | 2 | 4 | 0 | 11 | 8  | 3  |
| 3 | Villa Rio    | 8  | 6 | 2 | 2 | 2 | 9  | 9  | 0  |
| 4 | Marinho      | 1  | 6 | 0 | 1 | 5 | 8  | 15 | -7 |

#### Grupo III
| 1 | Rio de Janeiro | 16 | 6 | 5 | 1 | 0 | 14 | 4  | 10 |
| 2 | ADI            | 10 | 6 | 3 | 1 | 2 | 10 | 6  | 4  |
| 3 | Kaiserburg     | 6  | 6 | 1 | 3 | 2 | 5  | 10 | -5 |
| 4 | Rubro Social   | 1  | 6 | 0 | 1 | 5 | 4  | 13 | -9 |

#### Grupo IV
| 1 | São João da Barra | 13 | 6 | 4 | 1 | 1 | 11 | 5  | 6   |
| 2 | Serra Macaense    | 12 | 6 | 4 | 0 | 2 | 15 | 8  | 7   |
| 3 | Castelo Branco    | 10 | 6 | 3 | 1 | 2 | 13 | 6  | 7   |
| 4 | Nova Cidade       | -3 | 6 | 0 | 0 | 6 | 3  | 23 | -20 |

### Terceira Fase
Nessa fase as equipes são divididas em 2 grupos de 4, que jogam entre si em turno e returno se classificando para as semi-finais as 2 primeiras de cada grupo.

#### Grupo V
| 1 | Serra Macaense | 13 | 6 | 4 | 1 | 1 | 10 | 5  | 5  |
| 2 | Três Rios      | 10 | 6 | 3 | 1 | 2 | 7  | 5  | 2  |
| 3 | Rio de Janeiro | 9  | 6 | 3 | 0 | 3 | 7  | 8  | -1 |
| 4 | Campo Grande   | 3  | 6 | 1 | 0 | 5 | 5  | 11 | -6 |

#### Grupo VI
| 1 | Barra Mansa       | 15 | 6 | 5 | 0 | 1 | 23 | 5  | 18  |
| 2 | São João da Barra | 9  | 6 | 2 | 3 | 1 | 23 | 15 | 8   |
| 3 | ADI               | 5  | 6 | 2 | 2 | 2 | 12 | 15 | -3  |
| 4 | Esprof            | -2 | 6 | 0 | 1 | 5 | 7  | 30 | -23 |

### Quarta e Quinta Fase
|  | Semifinais        | Semifinais  | Semifinais | Semifinais |   |                   | Final | Final | Final | Final |
|  |                   |             |            |            |   |                   |       |       |       |       |
|  | Serra Macaense    | 0           | 0          | 0          |   |                   |       |       |       |       |
|  | São João da Barra | 1           | 0          | 1          |   |                   |       |       |       |       |
|  | São João da Barra | 1           | 0          | 1          |   | São João da Barra | 1     | 0     | 1     |       |
|  |                   |             |            |            |   | São João da Barra | 1     | 0     | 1     |       |
|  |                   | Barra Mansa | 0          | 0          | 0 |                   |       |       |       |       |
|  | Barra Mansa       | Barra Mansa | 0          | 0          | 0 | 1                 | 1     | 2     |       |       |
|  | Barra Mansa       |             |            |            |   | 1                 | 1     | 2     |       |       |
|  | Três Rios         | 0           | 0          | 0          |   |                   |       |       |       |       |

|  | Disputado do 3° lugar |   |   |   |
|  |                       |   |   |   |
|  | Serra Macaense        | 0 | 3 | 3 |
|  | Três Rios             | 0 | 0 | 0 |

## Premiação
| Carioca Terceira Divisão 2010         |
| ------------------------------------- |
| São João da Barra Campeão (1º título) |

### Classificação Geral do Campeonato
| Classificação | Classificação            | Classificação | Classificação | Classificação | Classificação | Classificação | Classificação | Classificação | Classificação | Classificação | Classificação |
| #             | Time                     | P             | J             | V             | E             | D             | GP            | GS            | SG            | IT            | TJD           |
| ------------- | ------------------------ | ------------- | ------------- | ------------- | ------------- | ------------- | ------------- | ------------- | ------------- | ------------- | ------------- |
| 1             | São João da Barra        | 44            | 24            | 12            | 8             | 4             | 53            | 28            | 25            | 4,04          |               |
| 2             | Barra Mansa              | 43            | 22            | 13            | 4             | 5             | 51            | 16            | 35            | 4,27          |               |
| 3             | Serra Macaense[iv]       | 38            | 25            | 12            | 5             | 7             | 40            | 27            | 13            | 3,12          | 3             |
| 4             | Três Rios[i][ii]         | 26            | 21            | 8             | 5             | 7             | 16            | 17            | -1            | 2,00          | 3             |
| 5             | Rio de Janeiro           | 39            | 20            | 12            | 3             | 5             | 39            | 24            | 15            | 3,90          |               |
| 6             | ADI                      | 30            | 20            | 10            | 3             | 7             | 36            | 28            | 8             | 3,30          | 3             |
| 7             | Campo Grande[i][ii]      | 25            | 22            | 7             | 7             | 7             | 33            | 33            | 0             | 2,64          | 3             |
| 8             | Castelo Branco           | 24            | 14            | 7             | 3             | 4             | 29            | 11            | 18            | 3,79          |               |
| 9             | Duquecaxiense            | 23            | 16            | 6             | 5             | 5             | 25            | 21            | 4             | 3,00          |               |
| 10            | Marinho                  | 22            | 16            | 7             | 1             | 8             | 34            | 34            | 0             | 3,50          |               |
| 11            | Villa Rio[iii]           | 21            | 16            | 7             | 3             | 5             | 31            | 26            | 5             | 3,25          | 3             |
| 12            | Juventus[iii][iv]        | 16            | 16            | 6             | 4             | 5             | 28            | 27            | 1             | 2,75          | 6             |
| 13            | Rubro Social[i][ii]      | 15            | 16            | 5             | 3             | 8             | 21            | 25            | -4            | 2,25          | 3             |
| 14            | Esprof[iii][iv]          | 14            | 20            | 5             | 8             | 5             | 28            | 46            | -18           | 2,10          | 9             |
| 15            | Kaiserburg               | 13            | 12            | 3             | 4             | 5             | 10            | 22            | -12           | 1,92          |               |
| 16            | Barcelona                | 8             | 10            | 3             | 2             | 4             | 12            | 18            | -6            | 2,00          | 3             |
| 17            | Nilópolis                | 6             | 10            | 3             | 0             | 7             | 11            | 18            | -7            | 1,70          | 3             |
| 18            | Canto do Rio             | 5             | 8             | 2             | 2             | 4             | 9             | 16            | -7            | 1,75          | 3             |
| 19            | Futuro Bem Próximo[iii]  | 5             | 10            | 2             | 2             | 5             | 7             | 13            | -6            | 1,2           | 3             |
| 20            | Nova Cidade[iii]         | 4             | 16            | 5             | 1             | 9             | 22            | 41            | -19           | 1,63          | 12            |
| 21            | União Central[i][ii]     | 3             | 8             | 2             | 0             | 5             | 11            | 23            | -12           | 1,75          | 3             |
| 22            | Leme                     | 1             | 10            | 3             | 1             | 6             | 21            | 25            | -4            | 2,20          | 9             |
| 23            | Mangaratibense[i]        | 1             | 6             | 1             | 1             | 4             | 3             | 8             | -5            | 0,67          | 3             |
| 24            | Heliópolis               | -4            | 8             | 0             | 2             | 5             | 4             | 19            | -15           | 0             | 6             |
| 25            | Atlético Rio[iii]        | -14           | 10            | 0             | 1             | 9             | 8             | 34            | -26           | 0,60          | 15            |
| 26            | Rio São Paulo[i][ii][iv] | -15           | 8             | 0             | 0             | 6             | 1             | 21            | -20           | -1,80         | 15            |